# Hampsonodes parta
Hampsonodes parta là một loài bướm đêm trong họ Noctuidae.